# Сан Антонио Чабле (Чочола)
Сан Антонио Чабле (шп. San Antonio Chablé) насеље је у Мексику у савезној држави Јукатан у општини Чочола. Насеље се налази на надморској висини од 10 м.

## Становништво
Према подацима из 2005. године у насељу је живело 9 становника.

### Хронологија
| Година       | 2005 |
| ------------ | ---- |
| Становништво | 9    |

### Попис
| # | Индикатор                        | Вредност |
| - | -------------------------------- | -------- |
| 1 | Укупно појединачних домаћинстава | 2        |